# Räni
Räni est un bourg de la commune de Ülenurme du comté de Tartu en Estonie .
Au 31 décembre 2011, il compte 758 habitants.